# Sở Giáo dục và Đào tạo

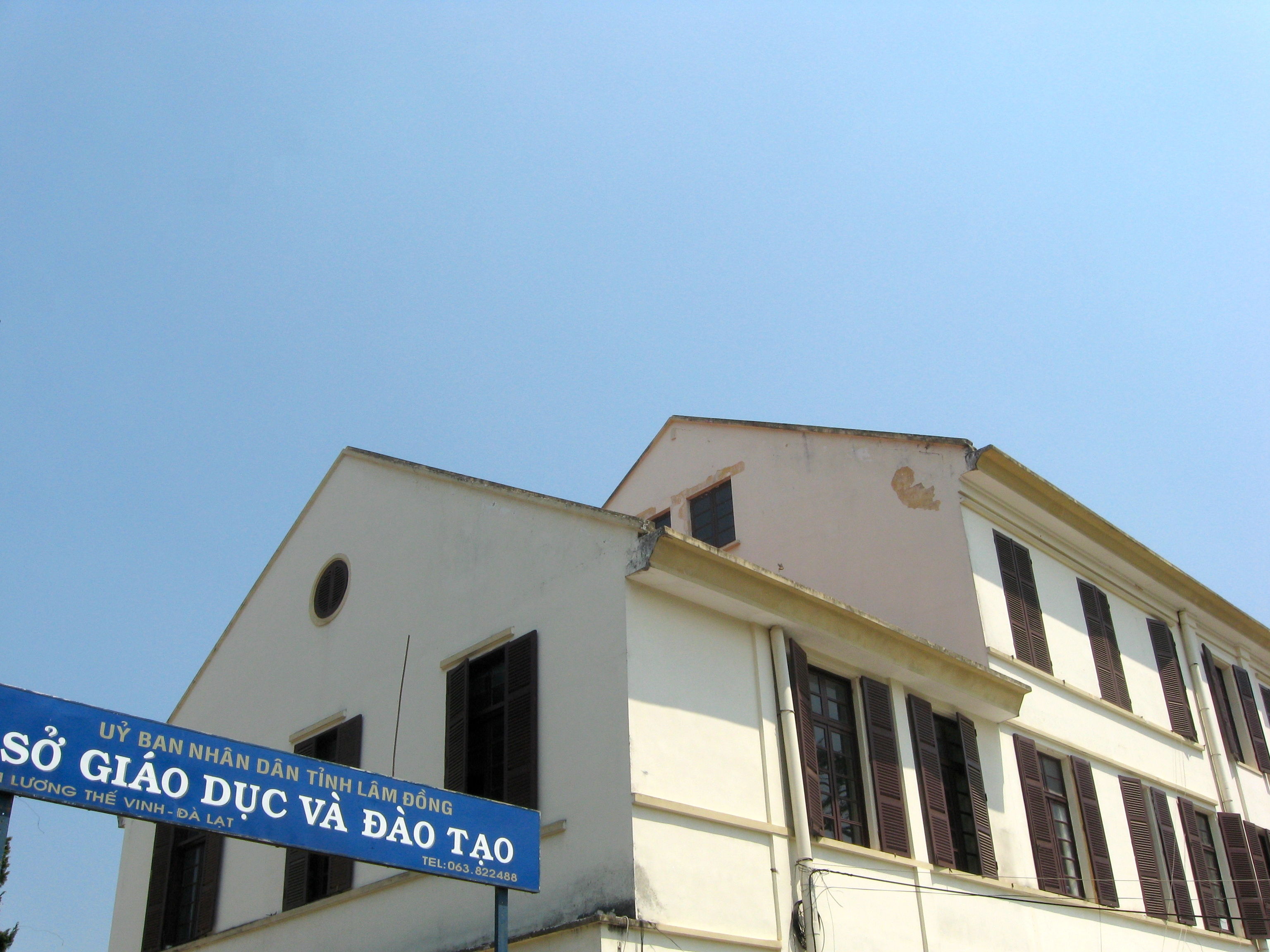
Sở Giáo dục và Đào tạo tỉnh Lâm Đồng

Sở Giáo dục và Đào tạo là tên gọi chung của cơ quan chủ quản giáo dục tại địa phương (cơ quan giáo dục cấp tỉnh) của Việt Nam - đứng đầu là Bộ Giáo dục và Đào tạo.
Sở Giáo dục và Đào tạo là cơ quan chuyên môn thuộc ủy ban nhân dân cấp tỉnh, có chức năng tham mưu, giúp ủy ban nhân dân, thực hiện chức năng quản lý Nhà nước về lĩnh vực giáo dục và đào tạo (trừ đào tạo nghề). Về các dịch vụ công thuộc phạm vi quản lý của Sở Giáo dục và Đào tạo trên địa bàn theo quy định của pháp luật. Thực hiện một số nhiệm vụ, quyền hạn theo sự uỷ quyền của ủy ban nhân dân.
Sở Giáo dục và Đào tạo chịu sự chỉ đạo, quản lý toàn diện và trực tiếp của ủy ban nhân dân, đồng thời chịu sự chỉ đạo, hướng dẫn và kiểm tra về chuyên môn, nghiệp vụ của Bộ Giáo dục và Đào tạo.

## Danh sách
1. Sở Giáo dục và Đào tạo Quảng Nam
2. Sở Giáo dục và Đào tạo Quảng Ngãi
3. Sở Giáo dục và Đào tạo Quảng Trị
4. Sở Giáo dục và Đào tạo Thừa Thiên Huế
5. Sở Giáo dục và Đào tạo An Giang
6. Sở Giáo dục và Đào tạo Bà Rịa - Vũng Tàu
7. Sở Giáo dục và Đào tạo Bạc Liêu
8. Sở Giáo dục và Đào tạo Bến Tre
9. Sở Giáo dục và Đào tạo Bình Phước
10. Sở Giáo dục và Đào tạo Bình Thuận
11. Sở Giáo dục và Đào tạo Cà Mau
12. Sở Giáo dục và Đào tạo Cần Thơ
13. Sở Giáo dục và Đào tạo Thành phố Hồ Chí Minh
14. Sở Giáo dục và Đào tạo Kiên Giang
15. Sở Giáo dục và Đào tạo Lâm Đồng
16. Sở Giáo dục và Đào tạo Ninh Thuận
17. Sở Giáo dục và Đào tạo Phú Yên
18. Sở Giáo dục và Đào tạo Sóc Trăng
19. Sở Giáo dục và Đào tạo Tây Ninh
20. Sở Giáo dục và Đào tạo Tiền Giang
21. Sở Giáo dục và Đào tạo Trà Vinh
22. Sở Giáo dục và Đào tạo Vĩnh Long
23. Sở Giáo dục và Đào tạo Đắk Nông
24. Sở Giáo dục và Đào tạo Điện Biên
25. Sở Giáo dục và Đào tạo Kon Tum
26. Sở Giáo dục và Đào tạo Quảng Bình
27. Sở Giáo dục và Đào tạo Bắc Ninh
28. Sở Giáo dục và Đào tạo Hà Giang
29. Sở Giáo dục và Đào tạo Hà Nội
30. Sở Giáo dục và Đào tạo Hà Tĩnh
31. Sở Giáo dục và Đào tạo Hải Dương
32. Sở Giáo dục và Đào tạo Hải Phòng
33. Sở Giáo dục và Đào tạo Hòa Bình
34. Sở Giáo dục và Đào tạo Hưng Yên
35. Sở Giáo dục và Đào tạo Lai Châu
36. Sở Giáo dục và Đào tạo Lạng Sơn
37. Sở Giáo dục và Đào tạo Lào Cai
38. Sở Giáo dục và Đào tạo Nam Định
39. Sở Giáo dục và Đào tạo Ninh Bình
40. Sở Giáo dục và Đào tạo Nghệ An
41. Sở Giáo dục và Đào tạo Phú Thọ
42. Sở Giáo dục và Đào tạo Quảng Ninh
43. Sở Giáo dục và Đào tạo Sơn La
44. Sở Giáo dục và Đào tạo Thái Bình
45. Sở Giáo dục và Đào tạo Thái Nguyên
46. Sở Giáo dục và Đào tạo Tuyên Quang
47. Sở Giáo dục và Đào tạo Vĩnh Phúc
48. Sở Giáo dục và Đào tạo Bình Định
49. Sở Giáo dục và Đào tạo Đà Nẵng
50. Sở Giáo dục và Đào tạo Bắc Cạn
51. Sở Giáo dục và Đào tạo Bắc Giang
52. Sở Giáo dục và Đào tạo Cao Bằng
53. Sở Giáo dục và Đào tạo Hà Nam
54. Sở Giáo dục và Đào tạo Yên Bái
55. Sở Giáo dục và Đào tạo Thanh Hóa
56. Sở Giáo dục và Đào tạo Khánh Hòa
57. Sở Giáo dục và Đào tạo Gia Lai
58. Sở Giáo dục và Đào tạo Đắk Lắk
59. Sở Giáo dục và Đào tạo Bình Dương
60. Sở Giáo dục và Đào tạo Long An
61. Sở Giáo dục và Đào tạo Đồng Tháp
62. Sở Giáo dục và Đào tạo Hậu Giang
63. Sở Giáo dục và Đào tạo Đồng Nai